# Toprak Razgatlıoğlu
Toprak Razgatlıoğlu (Alanya, 16 ottobre 1996) è un pilota motociclistico turco vincitore del campionato europeo Superstock 600 nel 2015, del Trofeo Indipendenti nel mondiale Superbike 2019 e campione del mondo Superbike nel 2021 e 2024.

## Biografia
Razgatlıoğlu è nato ad Alanya, città costiera nella provincia di Adalia che affaccia sul Mar di Levante, la parte più orientale del Mar Mediterraneo, mentre risiede nel comune metropolitano di Sakarya, di cui la città principale: Adapazarı, è luogo di nascita del pilota cinque volte campione del mondiale Supersport, Kenan Sofuoğlu, amico e suo allenatore che lo segue abitualmente durante i gran premi motociclistici.
Suo padre, Arif, soprannominato "tek teker Arif" (traducibile in italiano come "Arif l'impennatore"), era uno stuntman famoso in Turchia per le sue acrobazie in motocicletta, morì nel novembre 2017, in seguito ad un incidente stradale avvenuto mentre era in moto.

## Carriera

### Campionato turco e Rookies Cup
Introdotto alle moto dal padre, Razgatlıoğlu iniziò a correre all'età di 5 anni nel motocross. Nel 2004, partecipò al campionato turco di motocross classe 50cc, vincendo dal 2005 al 2008 quattro campionati nazionali, due nella classe 65cc e altrettanti nella 85cc.
Dal 2009 passò alle corse di velocità su pista, iscrivendosi al campionato nazionale Supersport 600. Al termine della stagione 2011 si classificò secondo, nello stesso anno partecipò alla campionato nazionale supermoto, dove si classificò terzo, e alla coppa Yamaha R6, organizzata dal campionato tedesco (IDM) dove si piazzò diciottesimo. Nel 2012 divenne campione turco nella Supersport 600, piazzandosi nuovamente terzo nel campionato nazionale supermoto e settimo nella Coppa Yamaha R6 dell'IDM. Ad ottobre partecipa al campionato europeo Supersport, svoltosi in gara unica ad Albacete, dove si classifica in ottava posizione.
Partecipò alla Red Bull Rookies Cup nel 2013 e nel 2014, arrivando rispettivamente 10º e 6º. Proprio nel 2014, al Sachsenring in Germania, colse la sua prima vittoria, a bordo della KTM RC 250 R. Sin dal 2013 utilizza il numero 54, come il connazionale e pluricampione Supersport, Kenan Sofuoğlu.

### Superstock 600 e 1000
Nel 2014 esordì nel campionato Europeo Superstock 600, partecipando alla gara finale a Magny-Cours, che vinse, alla guida di una Kawasaki ZX-6R del team Bike Service Racing.
A seguito di tali risultati venne notato dal team Puccetti Racing, che nel 2015 lo schierò nel campionato Europeo Superstock 600 come pilota titolare. In questo campionato Razgatlıoğlu vinse la doppia gara inaugurale di Aragón e si ripeté anche nei successivi tre GP ad Assen, Imola (in entrambi i casi partendo dalla pole position) e Portimão. A Misano terminò la gara terzo, laureandosi campione europeo con due gare d'anticipo. Non corse alla successiva e penultima tappa di Jerez a causa di un infortunio mentre nella tappa conclusiva di Magny-Cours chiuse nuovamente in terza posizione. Con il titolo europeo già conquistato a Misano, chiuse la stagione con cinque vittorie e due terzi posti sulle sette gare da lui disputate delle otto complessive, con un totale di 157 punti, 59 di vantaggio sul secondo, l'italiano Michael Ruben Rinaldi.
Nel 2016 rimase con Puccetti Racing, ma si spostò di categoria passando in Superstock 1000 FIM Cup, con una Kawasaki ZX-10R, mantenendo il numero 54, condiviso con il connazionale Kenan Sofuoğlu, militante nel campionato mondiale Supersport. L'inizio di stagione non fu dei più fortunati, un infortunio infatti lo costrinse a saltare le prime due tappe di Aragon e Assen. Tornò in pista a partire dalla terza tappa di Imola, salendo sul podio nelle tappe conclusive di Magny-Cours, dove chiuse in seconda posizione ottenendo il suo primo podio e giro veloce nella categoria, e a Jerez dove si piazzò terzo. Arrivò a 45 punti dal vincitore Raffaele De Rosa, piazzandosi in quinta posizione finale con 70 punti.
Per il 2017 rimase in Stock 1000 ancora con Puccetti Racing. Razgatlıoğlu colse la sua prima vittoria nella classe ad Assen. Nella gara seguente a Imola giunse terzo, e successivamente si affermò nuovamente, conquistando la vittoria a Donington e Portimão. In questa stagione fu costretto a saltare il Gran Premio di Francia a Magny-Cours a causa di un infortunio rimediato nelle prove libere dello stesso gran premio. Tornò in pista per la gara finale a Jerez dove salì sul podio giungendo terzo. Chiuse al secondo posto in classifica piloti con 130 punti, staccato di otto punti dal vincitore Michael Ruben Rinaldi. Le sue prestazioni stagionali contribuirono ad ottenere il titolo costruttori della categoria alla Kawasaki.

### Mondiale Superbike

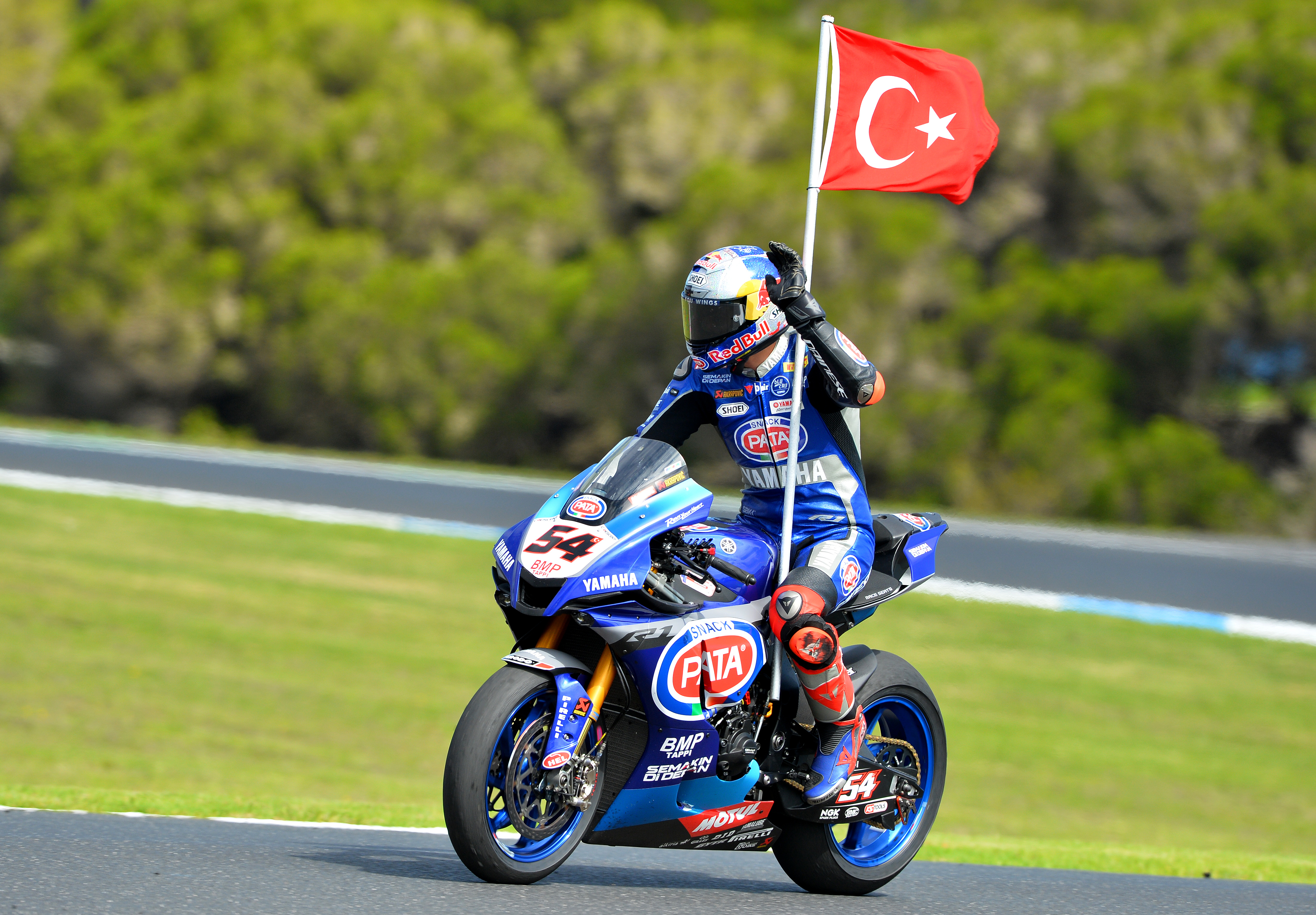
Razgatlıoğlu festeggia una vittoria a Phillip Island su Yamaha YZF-R1 nel 2020.

Nel 2018 Razgatlıoğlu esordisce nel campionato mondiale Superbike con il team Puccetti Racing. La squadra gli affidò una Kawasaki ZX-10R con la quale prese parte contestualmente al neonato trofeo indipendenti. Conquistò il suo primo podio a Donington, il primo di un pilota turco nel campionato mondiale Superbike, dove concluse la gara 2 in seconda posizione. Salì nuovamente sul podio, stavolta sul terzo gradino, sul circuito argentino di San Juan. Chiuse la stagione al nono posto in classifica mondiale con 151 punti e al secondo posto nel Trofeo Indipendenti, con 79 punti di distacco dal vincitore, Xavi Forés.
Nel 2019 iniziò la seconda stagione completa nel mondiale Superbike, con la stessa squadra dell'anno precedente. Durante il GP di Francia a Magny-Cours, Razgatlıoğlu conquistò le sue prime due vittorie nella categoria, in gara 1 e Superpole Race, diventando il primo turco a vincere una gara nel campionato mondiale Superbike. Nella gara 2 dello stesso GP cadde, coinvolgendo Bautista nell'incidente. Con i piazzamenti ottenuti nel Gran Premio di Argentina (tre terze posizioni), vinse il trofeo Indipendenti. Con due vittorie, dodici podi complessivi e tre giri veloci, concluse la stagione al quinto posto nella classifica piloti con 315 punti ottenuti, mentre vinse il Trofeo Indipendenti con 138 punti di vantaggio sul secondo classificato, Marco Melandri.
Nel 2020 passò al team Pata Yamaha, alla guida di una YZF-R1, con compagno di squadra Michael van der Mark. In questa stagione ottenne tre vittorie, nove podi complessivi e la sua prima pole position, ottenuto nel GP di Portogallo all'Estoril. Terminò al quarto posto in classifica mondiale con 227 punti, staccato di 133 punti dal vincitore, Jonathan Rea.

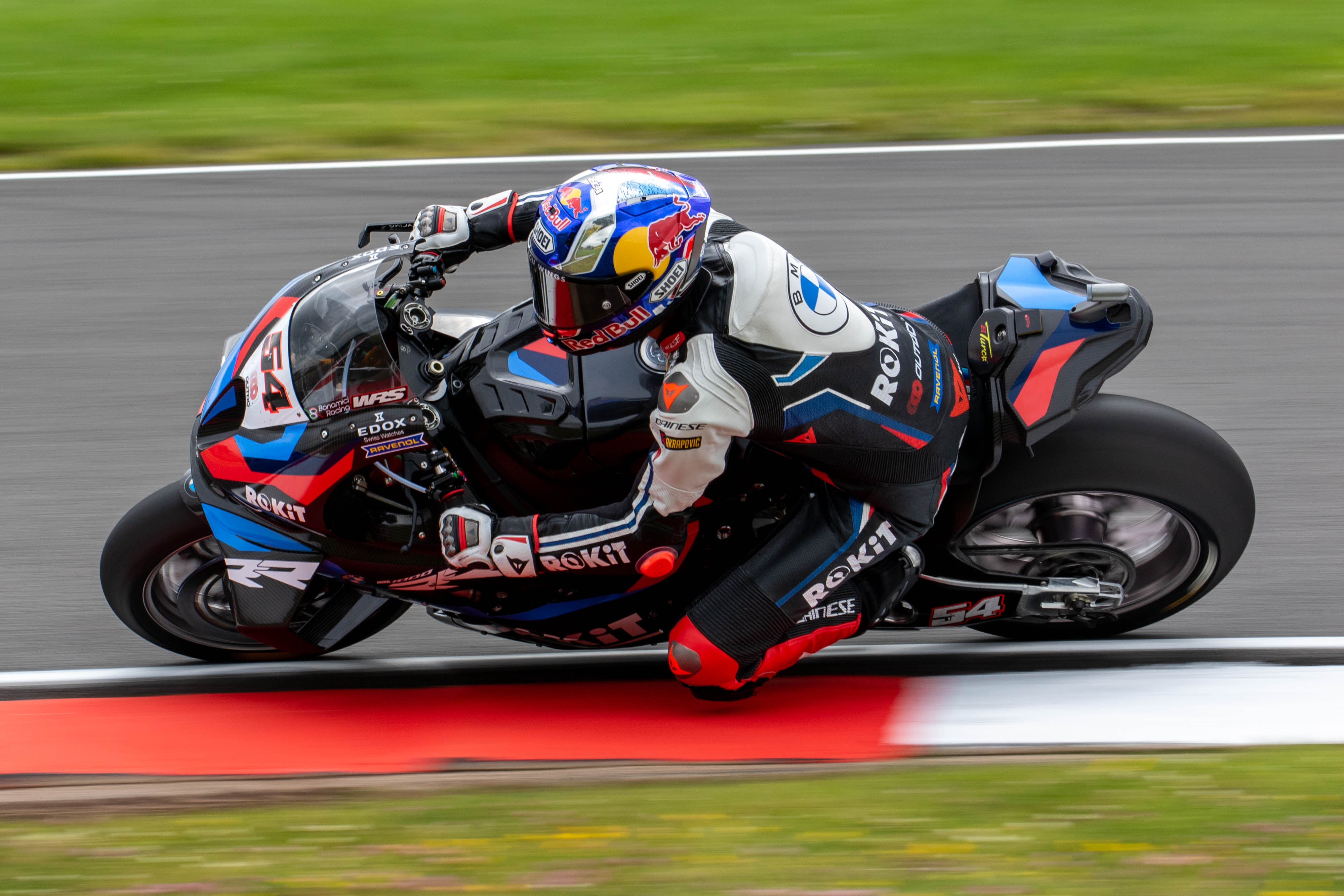
Razgatlıoğlu alla guida della BMW M1000RR nel 2024.

Nel 2021 rimane nella stessa squadra della stagione precedente, condividendo il box con un nuovo compagno di squadra, l'italiano Andrea Locatelli. Conquista per la prima volta la vetta della classifica piloti nel GP del Regno Unito a Donington Park, al termine di gara 2. Al termine della stagione conquistò quattordici vittorie e, all'ultimo Gran Premio stagionale, il titolo, per tredici punti su Jonathan Rea.
Nel 2022 è chiamato a difendere il titolo, per il quale rimane in corsa fino al Gran Premio dell'Indonesia. Termina il campionato al secondo posto con quattordici gare vinte. Nel 2023 Razgatlıoğlu, unico pilota in grado di contendere il titolo a Bautista, rimane matematicamente in corsa per il titolo fino al Gran premio finale di Jerez. Chiude al secondo posto andando a podio in trentatré occasioni su trentasei.
Nel 2024 Razgatlioglu è passato al team BMW in sella alla M1000RR, il compagno di squadra è Michael van der Mark. Al primo gran premio della stagione in Australia centra il podio nella Superpole Race. In catalogna arriva invece la prima vittoria con BMW in gara uno. Sempre al Montmelò vince la Superpole Race e giunge a podio in Gara due. Dopo una buona prestazione anche in Olanda, ad Assen, dove va a podio nella prima gara lunga e vince la seconda, inanella una serie di tredici vittorie consecutive, stabilendone il record di questo campionato. Un infortunio rimediato nelle prove libere del Gran Premio di Magny-Cours, lo rende non idoneo per la partecipazione alle gare e al successivo Gran Premio. Il margine di punti accumulato durante l'estate, gli consente di trovarsi ancora al comando della classifica generale al suo rientro in pista. Tornato a gareggiare chiude sempre a podio negli ultimi eventi laureandosi campione del mondo al termine di gara uno a Jerez. Si tratta del primo titolo mondiale per la casa bavarese, dopo quindici anni consecutivi di partecipazione nel mondiale Superbike.

## Risultati in gara nel mondiale Superbike
| 2018 | Moto     |    |    |    |   |   |   |    |   |    |   |    |   |    |   |     |    |    |    |   |     |   |    |   |   |    |    |  |  | Punti | Pos. |
| ---- | -------- | -- | -- | -- | - | - | - | -- | - | -- | - | -- | - | -- | - | --- | -- | -- | -- | - | --- | - | -- | - | - | -- | -- |  |  | ----- | ---- |
| 2018 | Kawasaki | 13 | 10 | 15 | 8 | 9 | 9 | 10 | 9 | 11 | 8 | 21 | 2 | 10 | 9 | Rit | NP | 11 | 12 | 8 | Rit | 8 | 12 | 3 | 7 | 10 | AN |  |  | 151   | 9º   |

| 2019 | Moto     |   |    |     |    |   |   |   |    |     |   |    |   |   |   |    |   |   |   |     |   |   |    |   |   |   |   |   |   |   |   |   |   |     |   |   |   |    |     |   |  |  |  | Punti | Pos. |
| ---- | -------- | - | -- | --- | -- | - | - | - | -- | --- | - | -- | - | - | - | -- | - | - | - | --- | - | - | -- | - | - | - | - | - | - | - | - | - | - | --- | - | - | - | -- | --- | - |  |  |  | ----- | ---- |
| 2019 | Kawasaki | 6 | 15 | Rit | 10 | 9 | 9 | 8 | 10 | Rit | 9 | AN | 9 | 3 | 7 | AN | 5 | 7 | 3 | Rit | 4 | 2 | 13 | 2 | 2 | 3 | 4 | 3 | 6 | 4 | 3 | 1 | 1 | Rit | 3 | 3 | 3 | 11 | Rit | 5 |  |  |  | 315   | 5º   |

| 2020 | Moto   |   |   |     |   |     |   |   |   |   |   |   |   |   |   |   |   |    |    |   |   |   |   |   |   |  |  |  |  |  |  |  |  |  |  |  |  |  |  |  |  |  |  | Punti | Pos. |
| ---- | ------ | - | - | --- | - | --- | - | - | - | - | - | - | - | - | - | - | - | -- | -- | - | - | - | - | - | - |  |  |  |  |  |  |  |  |  |  |  |  |  |  |  |  |  |  | ----- | ---- |
| 2020 | Yamaha | 1 | 2 | Rit | 3 | Rit | 3 | 2 | 2 | 8 | 6 | 7 | 8 | 5 | 7 | 7 | 6 | NP | NP | 6 | 9 | 9 | 1 | 1 | 3 |  |  |  |  |  |  |  |  |  |  |  |  |  |  |  |  |  |  | 228   | 4º   |

| 2021 | Moto   |   |   |   |   |   |   |   |   |   |   |   |   |   |   |     |   |   |   |   |   |   |   |   |   |     |   |   |   |    |   |   |   |     |   |   |   |   |    |   |  |  |  | Punti | Pos. |
| ---- | ------ | - | - | - | - | - | - | - | - | - | - | - | - | - | - | --- | - | - | - | - | - | - | - | - | - | --- | - | - | - | -- | - | - | - | --- | - | - | - | - | -- | - |  |  |  | ----- | ---- |
| 2021 | Yamaha | 3 | 6 | 6 | 2 | 2 | 3 | 2 | 2 | 1 | 1 | 6 | 1 | 3 | 3 | Rit | 1 | 1 | 2 | 3 | 3 | 1 | 1 | 2 | 1 | Rit | 2 | 2 | 1 | AN | 1 | 1 | 6 | Rit | 1 | 1 | 3 | 2 | AN | 4 |  |  |  | 564   | 1º   |

| 2022 | Moto   |   |   |   |   |   |     |   |   |   |     |   |   |   |   |   |   |   |   |    |   |   |   |   |   |   |   |   |    |   |   |   |   |   |   |   |   |  |  |  |  |  |  | Punti | Pos. |
| ---- | ------ | - | - | - | - | - | --- | - | - | - | --- | - | - | - | - | - | - | - | - | -- | - | - | - | - | - | - | - | - | -- | - | - | - | - | - | - | - | - |  |  |  |  |  |  | ----- | ---- |
| 2022 | Yamaha | 3 | 3 | 3 | 3 | 2 | Rit | 2 | 2 | 3 | Rit | 1 | 2 | 1 | 1 | 1 | 2 | 1 | 1 | 11 | 1 | 1 | 5 | 4 | 3 | 1 | 1 | 2 | 15 | 1 | 2 | 1 | 1 | 1 | 2 | 2 | 4 |  |  |  |  |  |  | 529   | 2º   |

| 2023 | Moto   |   |   |     |   |   |   |   |   |   |   |   |   |   |   |   |   |   |   |   |   |   |   |   |     |   |   |   |   |   |   |   |   |   |   |   |   |  |  |  |  |  |  | Punti | Pos. |
| ---- | ------ | - | - | --- | - | - | - | - | - | - | - | - | - | - | - | - | - | - | - | - | - | - | - | - | --- | - | - | - | - | - | - | - | - | - | - | - | - |  |  |  |  |  |  | ----- | ---- |
| 2023 | Yamaha | 3 | 3 | Rit | 2 | 1 | 2 | 3 | 3 | 2 | 2 | 2 | 2 | 3 | 2 | 2 | 2 | 1 | 2 | 2 | 1 | 1 | 2 | 1 | Rit | 1 | 1 | 2 | 2 | 3 | 2 | 2 | 2 | 2 | 2 | 4 | 2 |  |  |  |  |  |  | 552   | 2º   |

| 2024 | Moto |   |   |     |   |   |   |   |   |   |   |   |   |   |   |   |   |   |   |   |   |   |     |     |     |     |     |     |   |   |   |   |   |   |   |   |   |  |  |  |  |  |  | Punti | Pos. |
| ---- | ---- | - | - | --- | - | - | - | - | - | - | - | - | - | - | - | - | - | - | - | - | - | - | --- | --- | --- | --- | --- | --- | - | - | - | - | - | - | - | - | - |  |  |  |  |  |  | ----- | ---- |
| 2024 | BMW  | 5 | 3 | Rit | 1 | 1 | 3 | 2 | 9 | 1 | 1 | 1 | 1 | 1 | 1 | 1 | 1 | 1 | 1 | 1 | 1 | 1 | Inf | Inf | Inf | Inf | Inf | Inf | 2 | 2 | 2 | 1 | 2 | 1 | 2 | 2 | 1 |  |  |  |  |  |  | 527   | 1º   |

| 2025 | Moto |   |    |     |   |   |   |   |   |   |   |   |   |   |   |   |   |   |   |   |   |   |   |   |   |  |  |  |  |  |  |  |  |  |  |  |  |  |  |  |  |  |  | Punti | Pos. |
| ---- | ---- | - | -- | --- | - | - | - | - | - | - | - | - | - | - | - | - | - | - | - | - | - | - | - | - | - |  |  |  |  |  |  |  |  |  |  |  |  |  |  |  |  |  |  | ----- | ---- |
| 2025 | BMW  | 2 | 13 | Rit | 1 | 1 | 1 | 4 | 1 | 8 | 2 | 2 | 2 | 1 | 1 | 2 | 1 | 1 | 1 | 1 | 1 | 1 | 1 | 1 | 1 |  |  |  |  |  |  |  |  |  |  |  |  |  |  |  |  |  |  | 407   |      |

| Legenda | 1º posto        | 2º posto            | 3º posto           | A punti      | Senza punti        | Grassetto – Pole position Corsivo – Giro più veloce |
| Legenda | Gara non valida | Non qual./Non part. | Ritirato/Non class | Squalificato | '-' Dato non disp. | Grassetto – Pole position Corsivo – Giro più veloce |